# Urodasys viviparus
Urodasys viviparus är en djurart som tillhör fylumet bukhårsdjur, och som beskrevs av Wilke 1954. Urodasys viviparus ingår i släktet Urodasys och familjen Macrodasyidae. Inga underarter finns listade i Catalogue of Life.